# Amelanchier pallida
Amelanchier pallida är en rosväxtart som beskrevs av Edward Lee Greene. Amelanchier pallida ingår i släktet häggmisplar, och familjen rosväxter. Utöver nominatformen finns också underarten A. p. arguta.